# Wahbi Khazri
Wahbi Khazri (em árabe: وهبي خزري (Ajaccio, 8 de fevereiro de 1991) é um futebolista franco-tunisiano que atua como atacante. Atualmente está sem clube.

## Carreira
Depois de ter passado pelas categorias de base do JS Ajaccio, time amador de sua cidade, ingressou no SC Bastia em 2003, novamente na base. Profissionalizou-se em 2009, fazendo sua estreia contra o Amiens, pela Ligue 2, marcando seu primeiro gol na partida entre Bastia e Montpellier.

## Seleção
Khazri defendeu duas seleções em sua carreira (Tunísia e França), ambas nas categorias Sub-20 e Sub-21, jogando uma partida em cada uma.
Em 2012, recebeu autorização para ter reconhecida a nacionalidade tunisiana e tornar-se selecionável para defender as "Águias de Cartago", sendo incluído na pré-lista feita por Sami Trabelsi, que o convocaria para a lista definitiva de 23 jogadores que disputariam a Copa das Nações Africanas de 2013.
Ele representou o elenco da Seleção Tunisiana de Futebol em 5 Campeonatos Africanos das Nações (2013, 2015, 2017, 2019, 2021) e 2 Copas do Mundo FIFA (2018 e 2022).